# Obelisco inacabado de Assuã

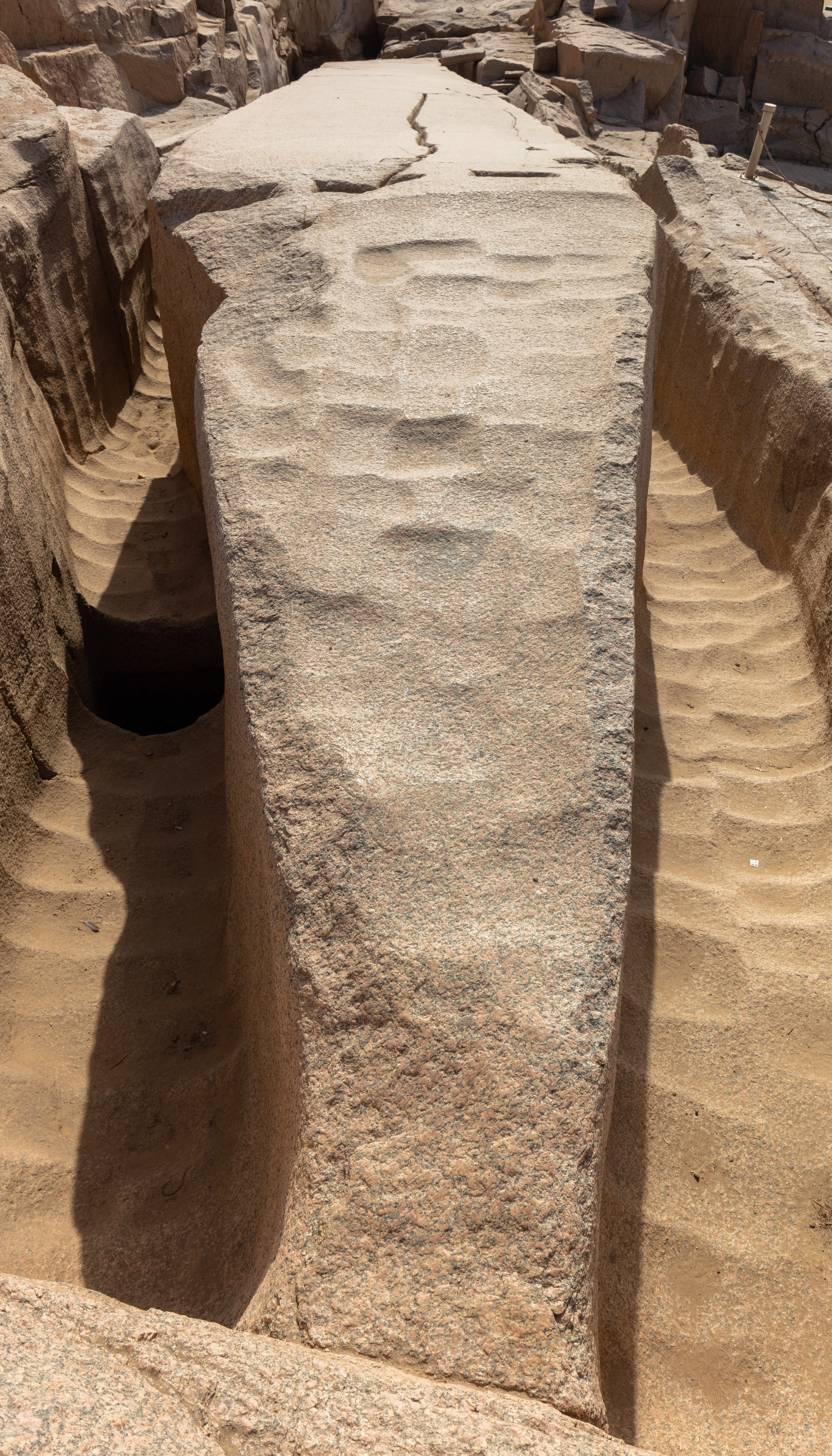
O obelisco inacabado de Assuã.

O obelisco inacabado de Assuã é um obelisco do Antigo Egito cuja extração não foi concluída, provavelmente devido ao aparecimento de rachaduras na rocha. Está deitado de lado em uma grande pedreira de granito rosa a cerca de 2 km ao sul da cidade de Assuã, no Egito. O lado inferior não foi destacado da rocha devido ao abandono do projeto.
Com quase 42 metros, teria sido o mais alto do mundo se tivesse sido completamente extraído e erguido. Seu peso é estimado em cerca de 1.200 toneladas. Acredita-se que remonta ao reinado do faraó Tutemés III e foi parte de um par de obeliscos cujo segundo exemplar, o Obelisco Laterano, originalmente localizado em Carnaque e agora em Roma, em frente à Arquibasílica de São João de Latrão.
A área onde está localizado o obelisco foi declarada como um museu a céu aberto pelo governo egípcio e é visitada continuamente por milhares de turistas.

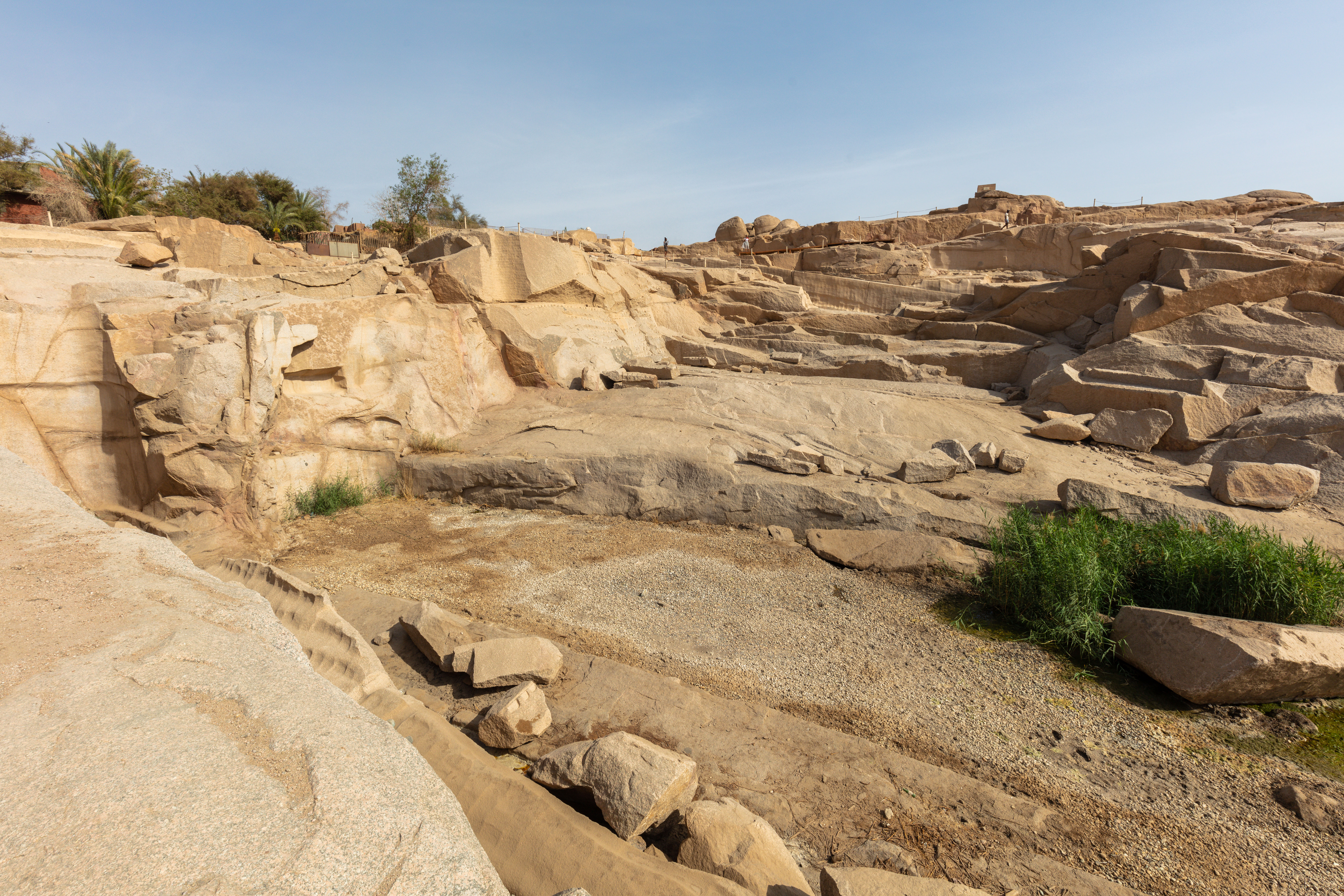
Pedreira
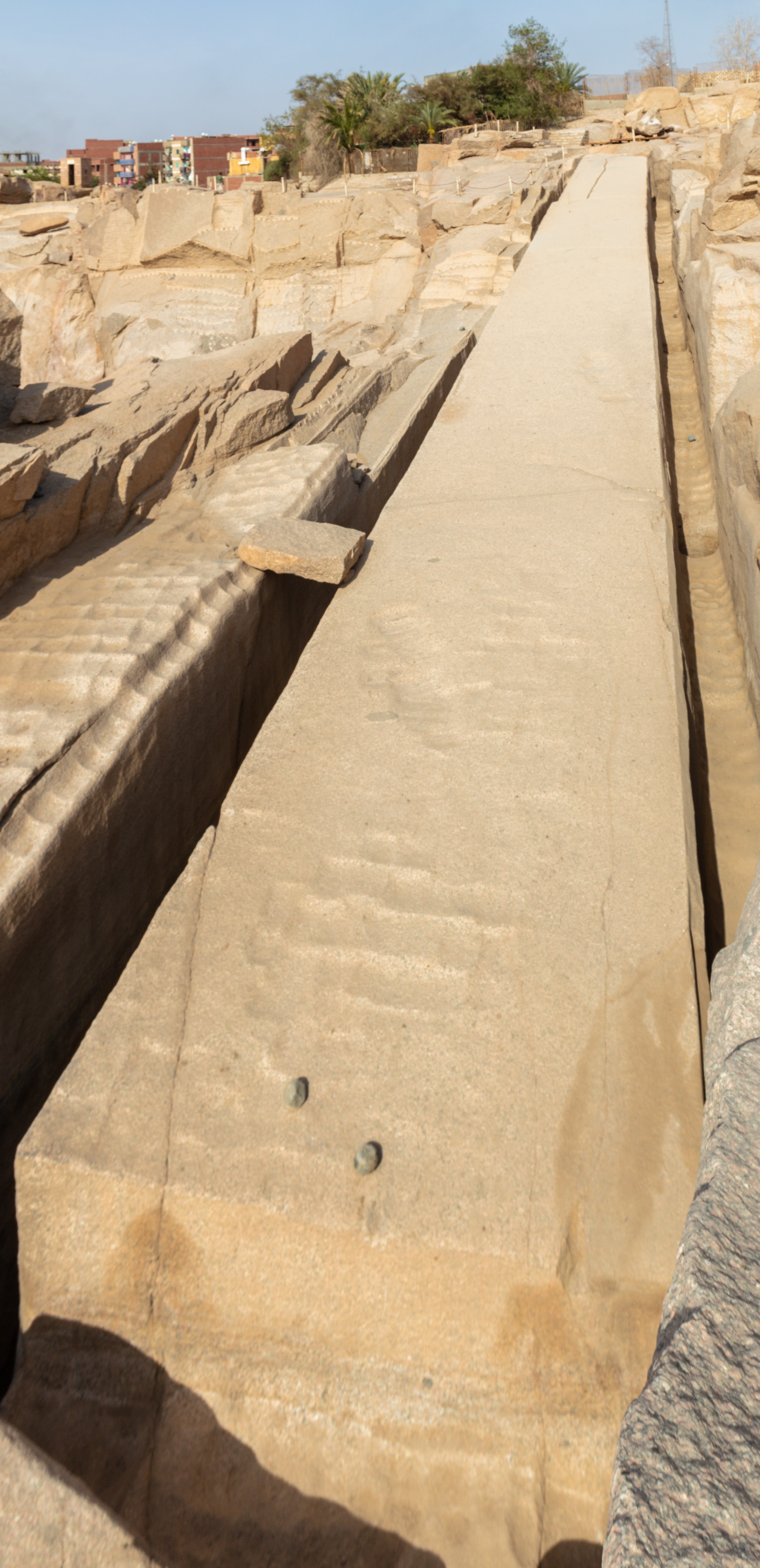
Vista longitudinal do obelisco
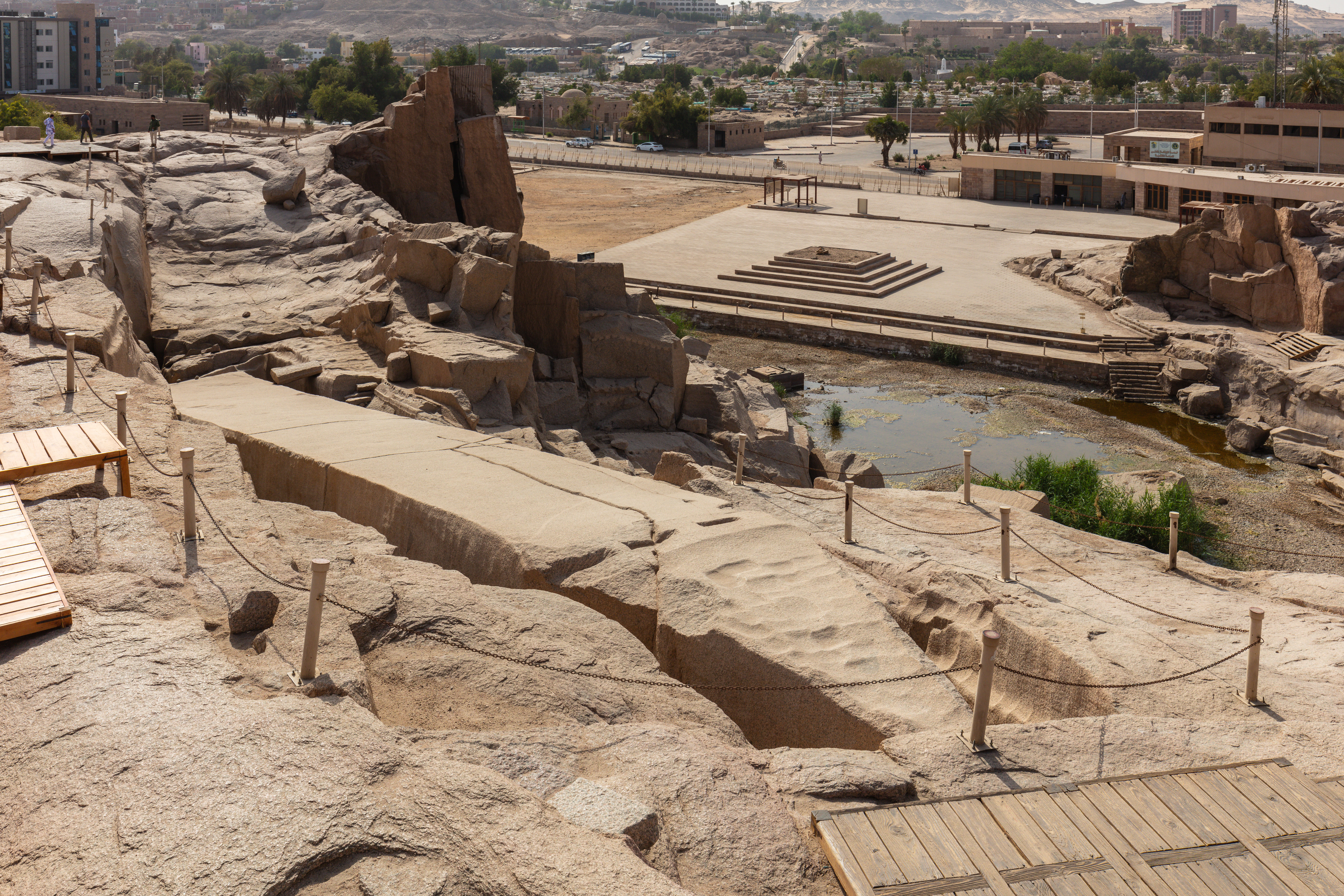
Vista da ponta do obelisco
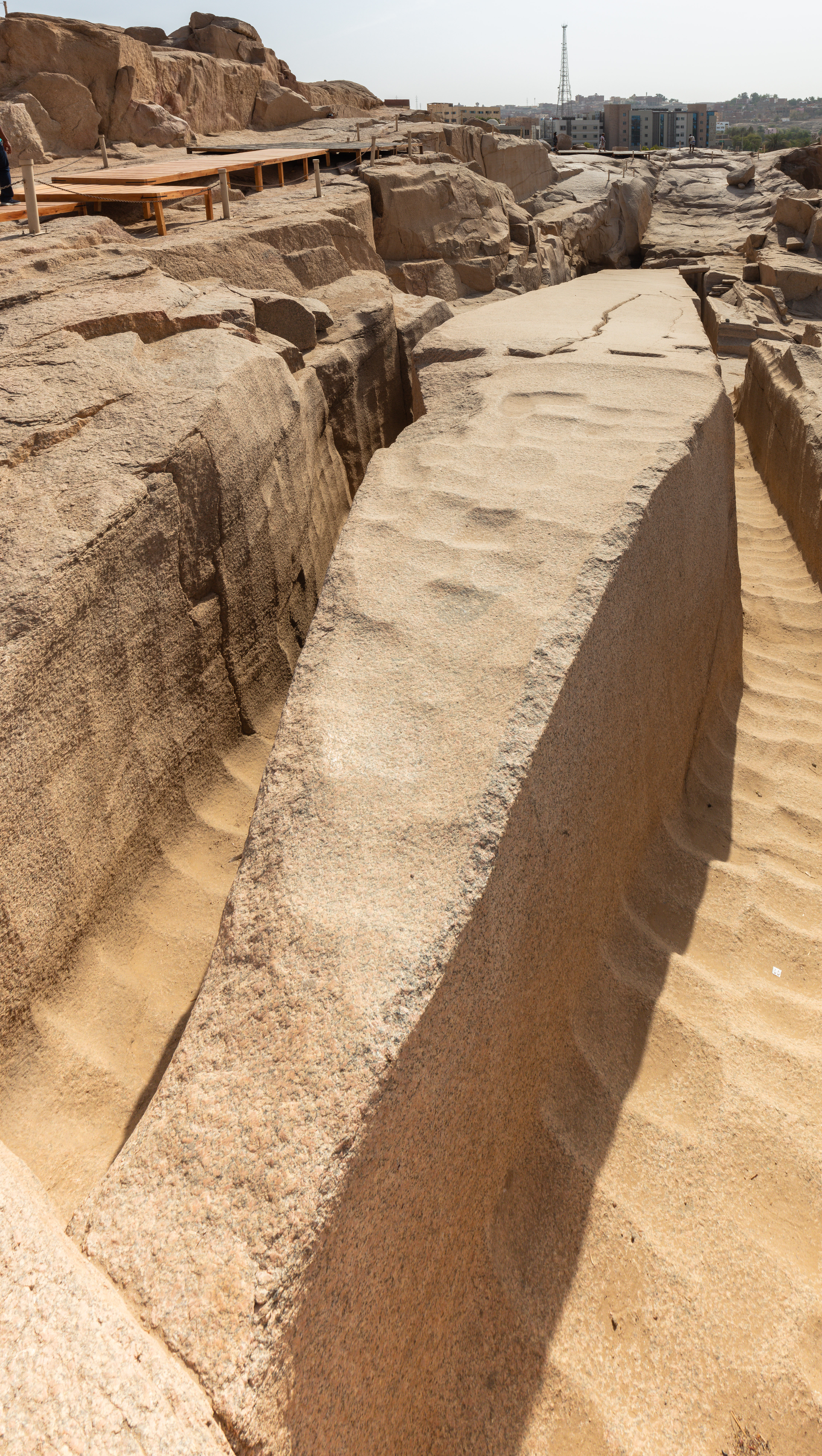
Outra imagem do obelisco